# Ereditarietà mitocondriale
I mitocondri di uno zigote derivano sempre dall'ovulo per il fatto che i geni mitocondriali sono sempre di origine materna. A questo tipo di eredità sono associate alcune patologie, come la neuropatia ottica ereditaria di Leber, l'epilessia mioclonica con acidosi lattica e fibre rosse raggiate e altre.
La gravità del quadro clinico dipende dal numero di mitocondri che presentano mutazioni (eteroplasmia); a volte si verifica una singola mutazione genomica mitocondriale (omoplasmia). 
Studi approfonditi sulla possibile presenza di un'infermità mitocondriale si effettuano di solito attraverso una biopsia del muscolo scheletrico visto che nella maggior parte dei casi non è possibile riscontrarle con l'analisi del sangue.
È possibile utilizzare:
1. Un Southern per scoprire grandi delezioni o duplicazioni
2. PCR e analisi di una mutazione concreta
3. Sequenziamento dell'intero genoma